# Roudné
Roudné (en allemand : Ruden) est une commune du district de České Budějovice, dans la région de Bohême-du-Sud, en République tchèque. Sa population s'élevait à 1 383 habitants en 2023.

## Géographie
Roudné se trouve à 5 km au sud du centre de České Budějovice et à 128 km au sud de Prague.
La commune est limitée par České Budějovice au nord-ouest, par Staré Hodějovice au nord-est, par Vidov à l'est, par Plav au sud et par Včelná à l'ouest.

## Histoire
La première mention écrite du village date de 1411.

## Galerie

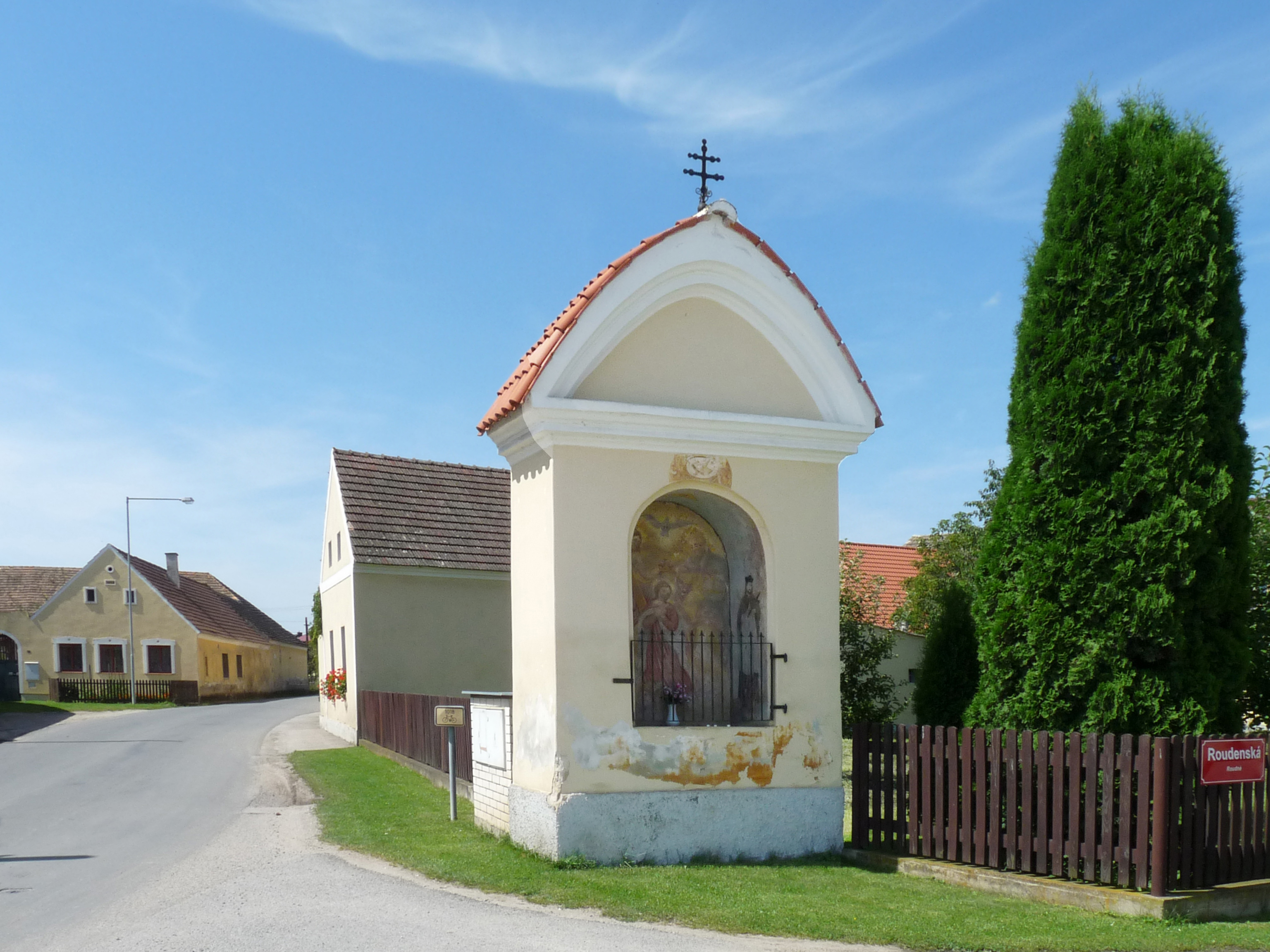
Chapelle à Roudné.
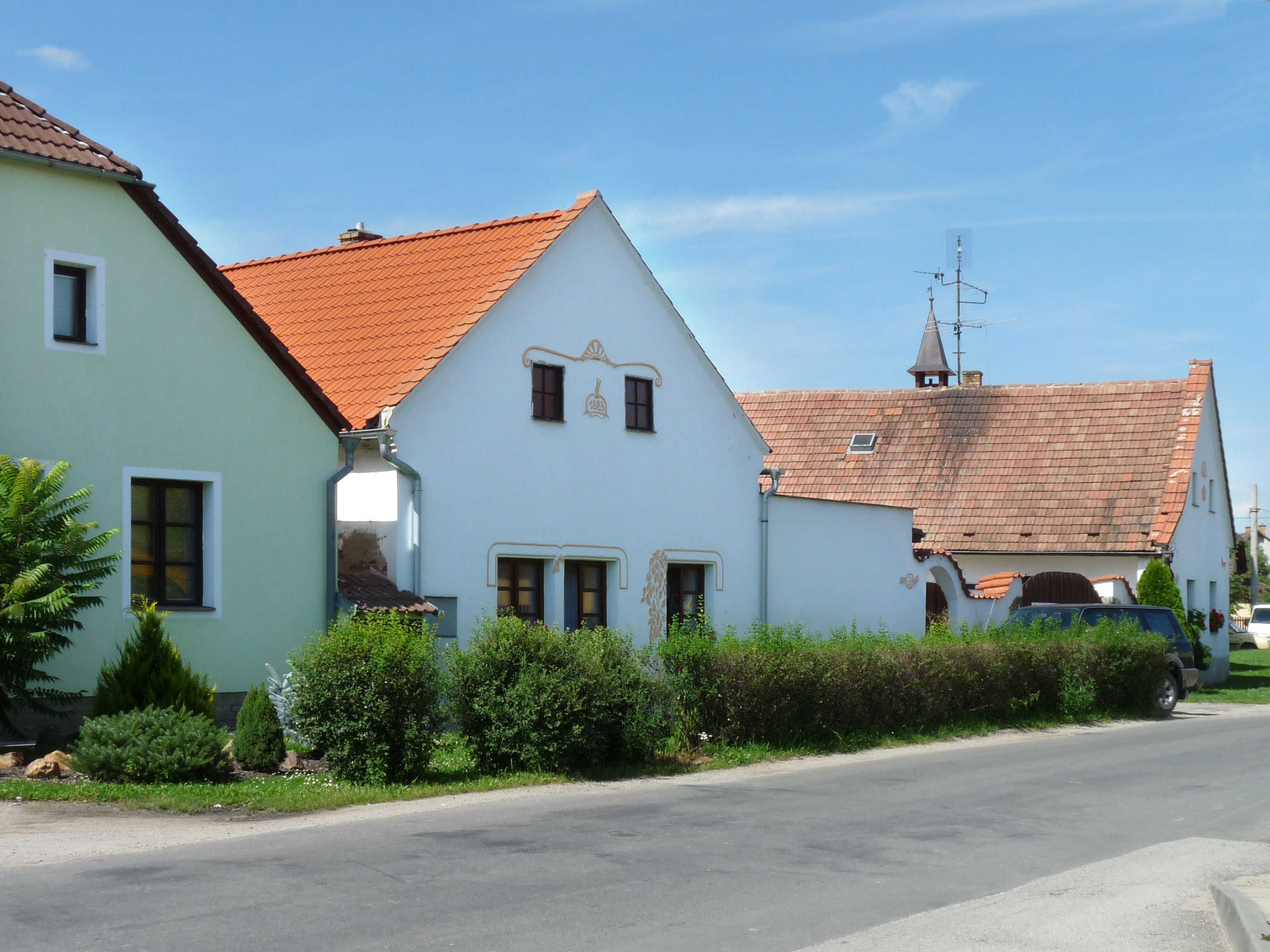
Maisons à Roudné.

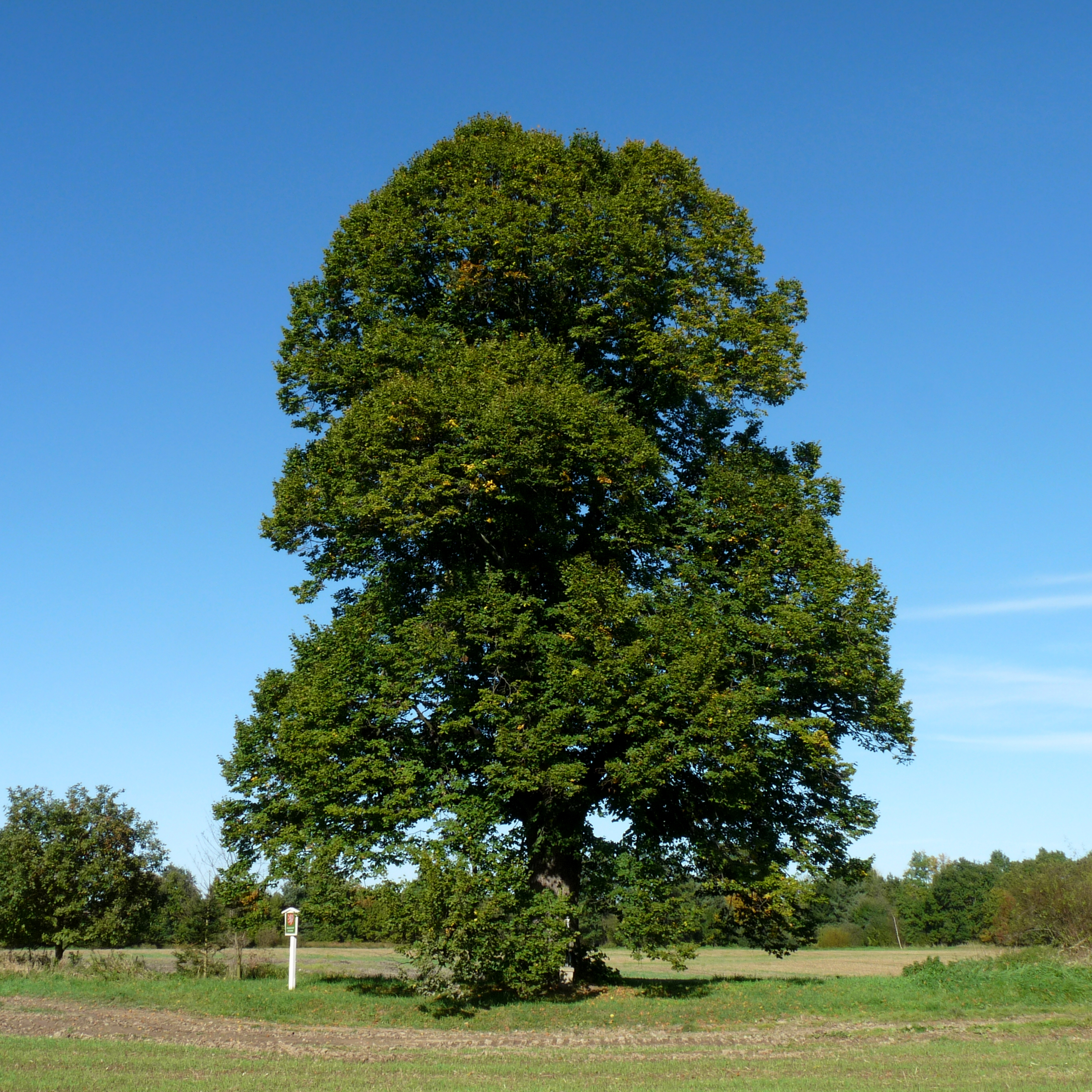
Arbre remarquable : tilleul à grandes feuilles.
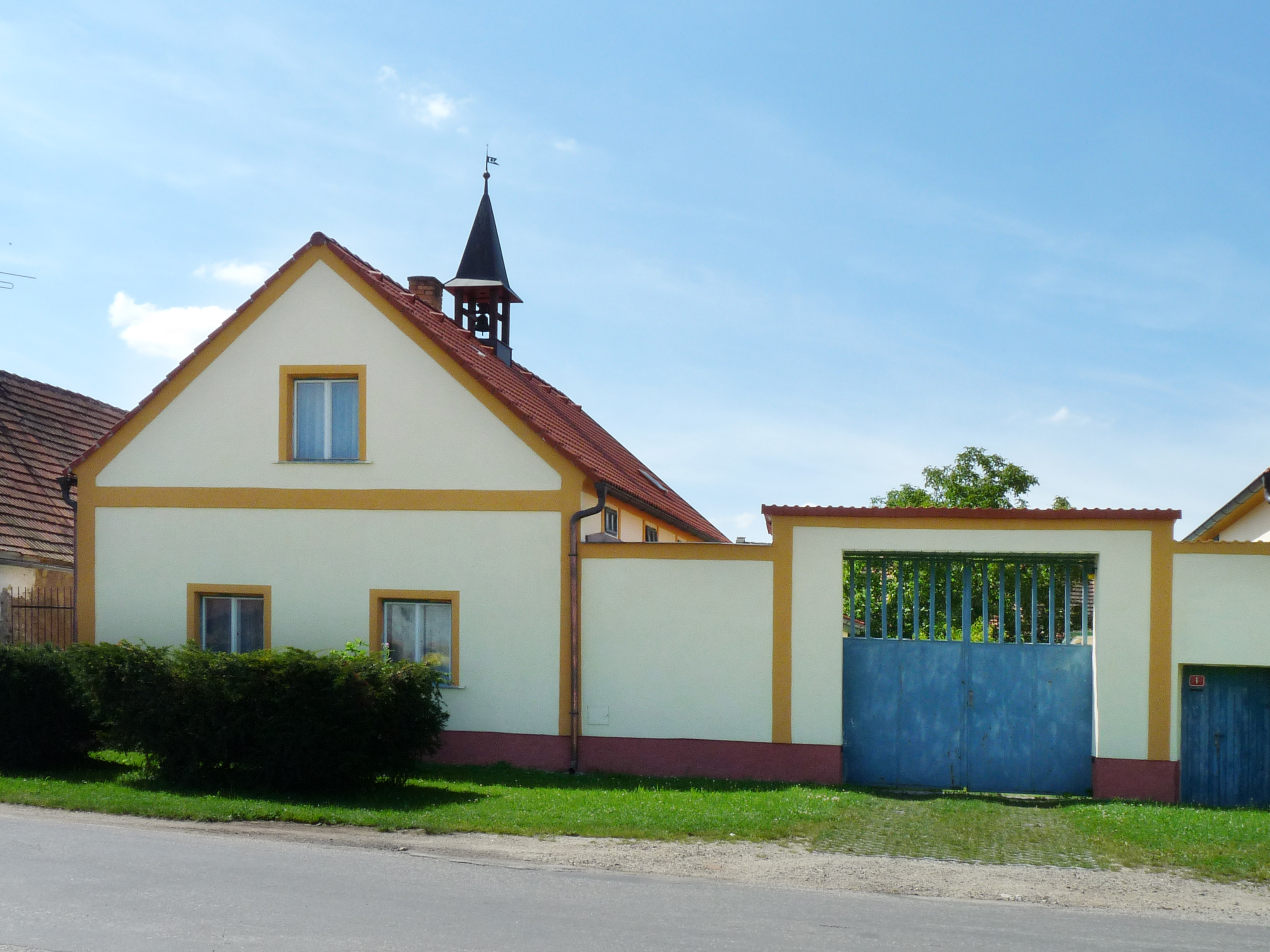
Maison à Roudné.

## Transports
Par la route, Roudné se trouve à 6 km de České Budějovice et à 162 km de Prague.

## Source
- (cs) Cet article est partiellement ou en totalité issu de l’article de Wikipédia en tchèque intitulé « Roudné » (voir la liste des auteurs).